# Erioptera (Mesocyphona) modica
Erioptera (Mesocyphona) modica is een tweevleugelige uit de familie steltmuggen (Limoniidae). De soort komt voor in het Neotropisch gebied.